# جيمس غوس
جيمس غوس (بالإنجليزية: James Goss)‏ هو كاتب خيال علمي وكاتب بريطاني، ولد في 1974.

## وصلات خارجية
- جيمس غوس على موقع IMDb (الإنجليزية)
- جيمس غوس على موقع ميوزك برينز (الإنجليزية)
- جيمس غوس على موقع ديسكوغز (الإنجليزية)